# Додо (церква)
РКА Додо (груз. დოდოს რქა), латиніз.: tr) також відома як церква Додо — історико-архітектурна пам'ятка в монастирському комплексі Давида Гареджі.

## Історія
Церкву заснував Додо, один з учнів Давида Гареджі в першій половині VI століття. Її історія безпосередньо пов'язана із загальною історією монастиря. У тринадцятому і вісімнадцятому століттях церква зазнавала нападів монгольських династій, Теймуріларів, Сельджуків і Сефевідів, її неодноразово грабували і залишали.

## Архітектура
Церква складається з комплексу печер різного періоду (VI—XVIII ст.). Головний зал датується 11—13 століттями. Найважливіша та найдавніша частина невеликої церкви, яка використовується як святилище, розташована в закапелку скелі.
Головний зал церкви прикрашений фресками великого історичного та культурного значення. Фреска на центральному вівтарі ілюструє благословення Ісуса, який тримає закриту книгу з грузинським алфавітом у лівій руці. Також показані деякі архангели, такі як Михаїл і Гавриїл, а також херувими.